# Giant Hypermarket
Giant Hypermarket, GCH Retail (Malaysia) Sdn Bhd – malezyjska sieć handlowa, działająca w Malezji oraz innych krajach Azji Południowo-Wschodniej. Według stanu na 2016 rok jest to największa sieć supermarketów w Malezji.